# Dorylus ghanensis
Dorylus ghanensis é uma espécie de formiga do gênero Dorylus.